# Фин Фан Фум
Фин Фан Фум (англ. Fin Fang Foom) — персонаж Marvel Comics, созданный Стэном Ли и Джеком Кёрби. Впервые появился в Strange Tales #89 (октябрь 1961).

## История публикации
Вдохновением имени для этого персонажа послужил фильм 1934 «Чу Чин Чоу», который в детстве посетил Стэн Ли. Как сказал Ли в 2005 году: 
Когда я был ребёнком, я любил ходить в кино. Когда я говорю ребёнок, я имею в виду 10, 11, 12 лет. И там был один фильм, который я видел. Я ничего о нём не помню, кроме названия. Он проходил в Китае, я помню, а название фильма было Чу Чин Чоу. Сейчас, я понятия не имею что это значит - я не знаю, было это чьё-то имя или страна или город, но я никогда не забывал это название. Эти три слова просто застряли в моей памяти: Чу Чин Чоу. Поэтому, когда я искал имя для монстра, я вспомнил Чу Чин Чоу... и этот конкретный метр, этот ритм, так или иначе привёл к Фин Фан Фуму.
Персонаж впервые появился в автономной истории «Фин Фан Фум» в Strange Tales #89 (октябрь 1961) и вновь появился в Astonishing Tales #23-24 (апрель и июнь 1974). Он был показан как мидгардский змей в Thor #379 (май 1987 года). Первая история о нём была переиздана в Fantasy Masterpieces #2 (апрель 1966), Where Monsters Dwell #21 (май 1973) и Marvel Monsterworks (1990). Фин Фан Фум, в конечном итоге, появился в  Legion of Night #1-2 (октябрь 1991), а затем несколько раз мелькнул в  Iron Man #261-264 (октябрь 1991 — январь 1992); 267 (апрель 1991) и 270—275 (июль-декабрь 1992) и вернулся в Iron Man vol. 3 #15-18 (апрель-июнь 1999).
Альтернативная версия персонажа появилась в Mutant X 2001 года. Фин Фан Фум сделал краткое появление в кроссовере JLA/Avengers #1 (сентябрь 2003). Злодей Кошмар изменил существо, названное Бессмысленной Единицей в копию Фин Фан Фума и послал на бой с Халком в Hulk vol. 3, #79 (май 2005).
Происхождение персонажа и его ранние дни были показаны в Marvel Monsters: Monsters On The Prowl #1 (декабрь 2005) и Fin Fang Four #1 (декабрь 2005). Фин Фан Фум также появился в Nextwave #1-2 (март-апрель 2006), Marvel Holiday Special (январь 2007), во сне Howard the Duck vol. 3 #1 (ноябрь 2007), в Iron Man: Las Vegas (май-июнь 2008); и сделал краткое появление в ограниченной серии Age of the Sentry #1-6 (сентябрь 2008 — май 2009); короткометражке Monster-Size Hulk #1 (декабрь 2008), Dark Reign Files #1 (апрель 2009) и Fin Fang Four Return! (июль 2009), а также в качестве альтернативной версии в Hulk: Broken Worlds #2 (июль 2009).

## Силы и способности
Фин Фан Фум обладает сверхчеловеческой силой, может летать на сверхзвуковой скорости и извергать кислотный туман. Кроме того, кожа Фин Фан Фума достаточно прочна, а в случае серьёзных повреждений быстро регенерируется. Благодаря длительным спячкам, Фин Фан Фум может жить столетиями. Обладает высоким интеллектом и владеет телепатией.

## Альтернативные версии

### Iron Man: Viva Las Vegas
В рамках вселенной фильма Железный человек, Фин Фан Фум сражается с Железным человеком в ограниченной серии «Iron Man: Viva Las Vegas».

### Marvel 1602
В «Marvel 1602» Фин Фан Фум бесчинствовал в Китае, прежде чем был убит Халком на Великой Китайской стене.

### Mutant X
В альтернативной вселенной «Mutant X» Фин Фан Фум является членом Летального Легиона и погибает в бою против Королевы Гоблинов.

### Nextwave
Фин Фан Фум появляется в ограниченной серии «Nextwave» и является собственностью «Beyond Corporation». В этой вселенной он имеет первоначальный размер и носит пурпурные штаны. Был убит в этой вселенной. Согласно официальному справочнику, это был ненастоящий Фин Фан Фум, а его клон.

### Thor: The Mighty Avenger
В «Thor: The Mighty Avenger» Хеймдалль принимает облик Фин Фан Фума.

### Stig’s Inferno
Фин Фан Фум появляется в качестве камео в ограниченной серии «Stig’s Inferno», где он был показан на рекламе сигарет.

## Вне комиксов

### Телевидение
- В мультсериале 1994 года «Железный Человек» Фин Фан Фума озвучил Нил Росс.
- Фин Фан Фум появляется в мультсериале «Железный человек: Приключения в броне».
- Стив Блум озвучил Фин Фан Фума в мультсериале «Супергеройский отряд».
- Образ Фин Фан Фуна использовал Невозможный человек в сериале «Халк и агенты У.Д.А.Р.А.» 2013 года.
- В мультсериале «Великий Человек-паук» Фин Фан Фум был показан как враг Человека-паука, который был побеждён Халком.
- В мультсериале «Стражи Галактики» Фин Фан Фум появляется в качестве пришельца, который напал на стражей.

### Фильмы
- Фин Фан Фум появился в анимационном фильме 2007 года «Несокрушимый Железный человек», где был соратником Мандарина.
- Изображение Фин Фан Фума, основанное на изображении персонажа в комиксе Viva Las Vegas, специально созданное художников Ади Грановым для фильма, появляется в фильме 2010 года «Железный человек 2»[9].

### Видеоигры
- Фин Фан Фум является боссом игры Marvel: Ultimate Alliance, где его озвучил Джеймс Си.
- Фин Фан Фум кратко появляется в Marvel vs. Capcom 3: Fate of Two Worlds, в окончании Артура.
- Фин Фан Фум является одним из антагонистов игры Marvel Super Hero Squad Online.
- Игровой персонаж в Lego Marvel's Avengers.
- Игровой персонаж в Lego Marvel Super Heroes 2.
- Фин Фан Фум является боссом игры Guardians of the Galaxy[10].

## Критика и отзывы
В 2009 году Фин Фан Фум занял 99 место в списке «100 величайших злодеев комиксов» по версии IGN. Screen Rant поместил Фин Фан Фума на 2-е место среди «10 самых могущественных драконов и динозавров Marvel Comics».